# Oriol eurasiàtic
|  | Per a altres significats, vegeu «Oriol eurasiàtic (desambiguació)». |

L'oriol eurasiàtic o senzillament oriol, o menjafigues, bacorer, dàvia, figuer, figuerol, panfígol, papafigues, i antigament tord groc a les Balears (Oriolus oriolus), és un ocell passeriforme propi de les regions temperades de l'hemisferi nord. Mesura uns 24 cm. És un ocell més aviat gran amb les ales i la cua llargues. L'ocell adult mascle és molt vistós, amb un groc brillant al cos i les ales i la cua principalment negra; la femella i els joves tenen un disseny semblant però més apagat, i són d'un color verd groguenc al damunt i grisenc o blanc a sota. Té un vol fluid i ràpid. Té un cant fort i aflautat, amb un característic xiulet. Viu essencialment en arbres; en boscos, parcs ben arbrats, fruiters vells i vores dels rius. Fa el niu generalment penjat entre branques forcades horitzontalment.
Cria al centre i sud d'Europa i al nord d'Àfrica, i hiverna al centre i sud d'Àfrica. A Catalunya i el País Valencià, és un ocell estival distribuït per tot el territori, excepte al Pirineu per sobre dels 1.600 m. A les Balears, no hi cria (o només ocasionalment), però hi és un ocell de pas durant la migració.